# Hieracium nobile
Hieracium nobile és una planta perenne de la família de les asteràcies (compostes), subfamília cicoriòidies, que es pot trobar florint a partir de darreries d'estiu i durant gairebé tota la tardor.

## Morfologia
La planta té una alçada normalment entre 10 i 60 cm. que excepcionalment pot apropar-se a un metre, formada per una única tija bastant rígida i coberta de pèls simples llargs i alguns asteriformes, més abundants aquests cap a la part superior, a la inflorescència, on es ramifica.
Les fulles basals inicials, les més grans, peciolades i agrupades en forma de roseta, normalment estan seques i en gran part desaparegudes al temps de la florida. Les fulles de la part baixa de la tija, oblanceolades o el·líptiques, més o menys agudes, i amb un pecíol amplament alat, més curt com més amunt, solen estar bastant juntes i poden tenir l'aparença d'una roseta de fulles. Més amunt, les fulles es tornen sèssils o quasi amplexicaules, disminuint progressivament de mides, ovades o bé ovato-lanceolades. Totes les fulles són enteres o molt poc dentades. Els pecíols són pilosos i el limbe de les fulles amb pèls curts o glabrescent a l'anvers, és més llargament pilós al marge i al revers.
Inflorescència ramificada a la part superior, ramificacions a l'axil·la de bràctees o fulles petites piloses només al marge, en forma de panícula. Peduncles i bràctees dels capítols amb abundants pèls asteriformes i pèls simples curts, i escasses i petites glàndules. Estils més aviat foscs que destaquen sobre el groc de les lígules. Aquenis d'uns 4-5 mm, de llargada, de color bru clar. Receptacle de les llavors moderadament pilós.

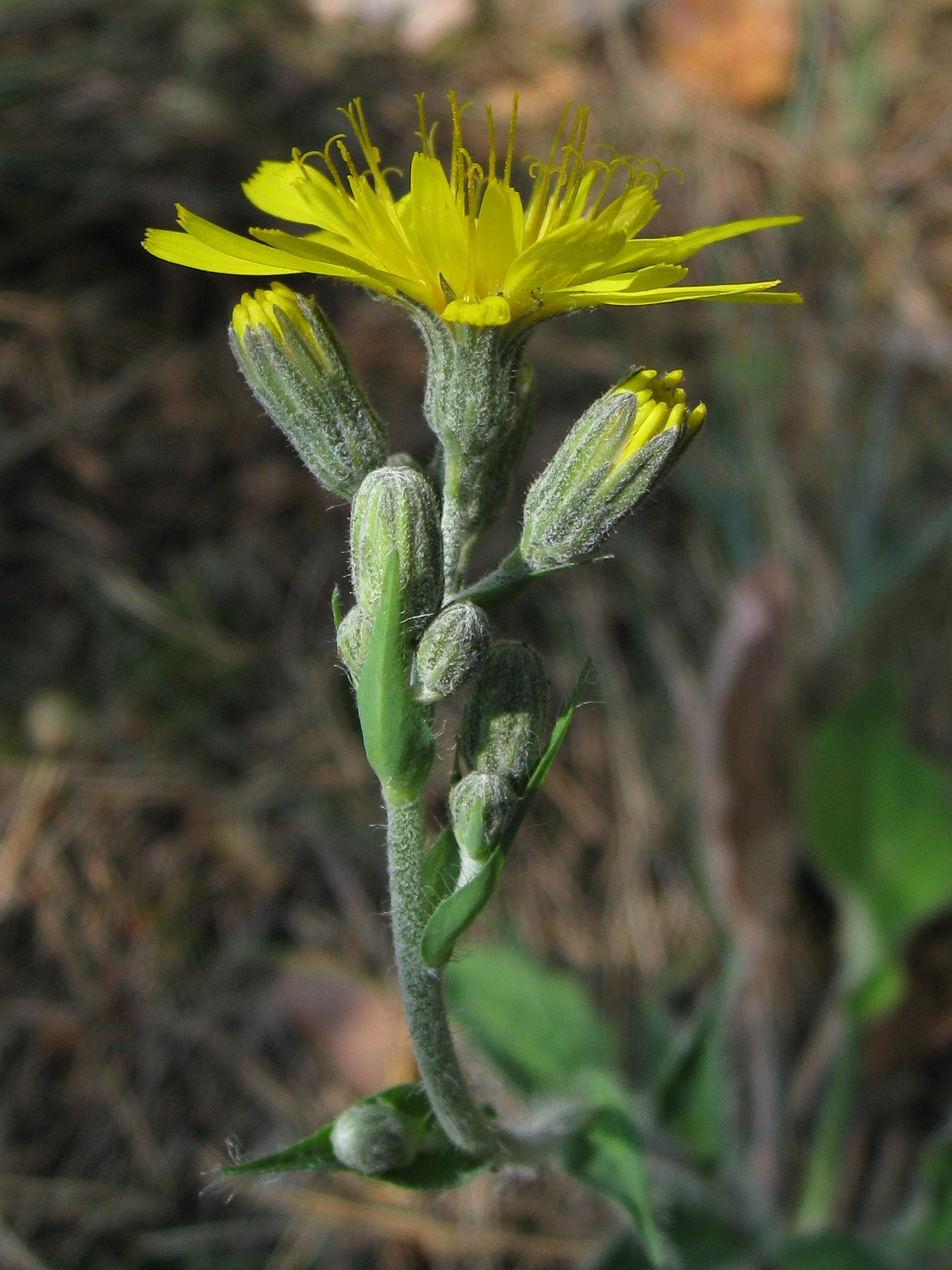
Inflorescència

## Hàbitat
Sempre sobre terreny silici, en ambients no gaire eixuts de vores de camins forestals, boscos prou clars o clarianes de bosc, preferentment amb un bon gruix de terra, només viuen bé en escletxes de roques en indrets molt humits.